# Šahovska olimpijada 1935.
6. Šahovska olimpijada održana je 1935. u Poljskoj. Grad domaćin bila je Varšava.

## Poredak osvajača odličja
| Mj. | Država  | Bodova | Igrači |
| --- | ------- | ------ | ------ |
| 1.  | SAD     | 54,0   |        |
| 2.  | Švedska | 52,5   |        |
| 3.  | Poljska | 52,0   |        |

| Pobjednici       |
| ---------------- |
| SAD Treći naslov |